# Улица Белинского (Торжок)
Улица Бели́нского — улица в историческом центре Торжка. Проходит на северо-запад от площади Ананьина до границы городской застройки, пересекая 1-й переулок Свердлова, улицы Загородную, Бадюлина, Первомайскую, Спартака, Октябрьскую, Энтузиастов. Начальный участок улицы сохраняет историческую застройку XVIII—XIX вв.

## История
С начала XIX века улица известна под названием Козьмодемьянская (с вариантами написания Козмодемьянская и Козмо-Дамиянская), которое было дано по церкви святых Космы и Дамиана. Во второй половине XIX века параллельно с названием Козьмодемьянская стало также использоваться название Сретенская, по церкви Сретения Господня. В марте 1919 года Сретенская улица переименована в честь критика В. Г. Белинского. Его жизнь и деятельность с улицей не были связаны, хотя он бывал в Торжке проездом, когда гостил у М. А. Бакунина в его имении в селе Прямухино.

## Примечательные здания и сооружения
По нечётной стороне
По чётной стороне

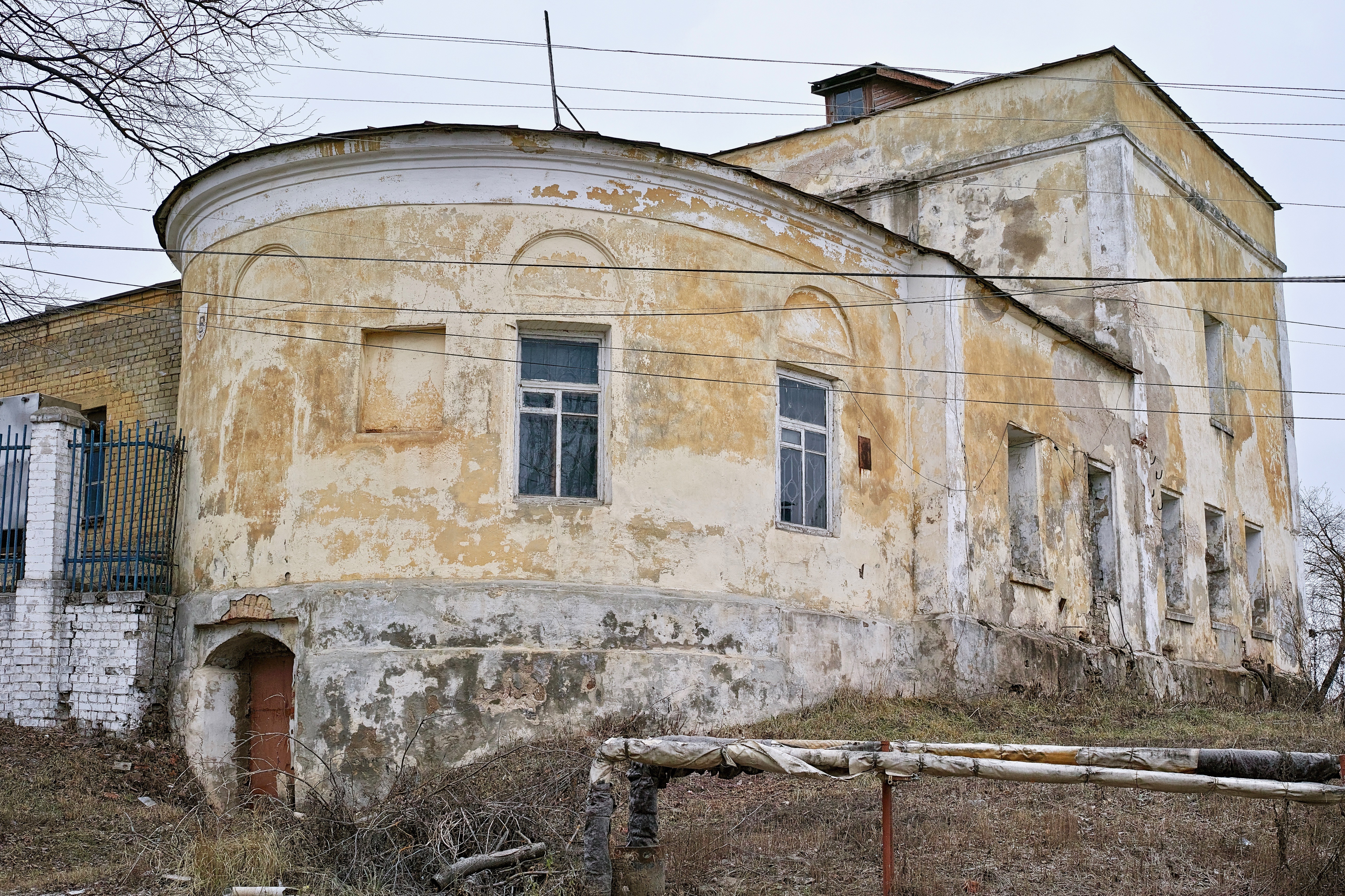
Сретенская церковь

- № 2 (угол с Подольной улицей) — жилой дом, 2-я половина XVIII века, объект культурного наследия федерального значения.
- № 4 — жилой дом с двумя воротами, 2-я половина XVIII века, 3-я четверть XIX века, объект культурного наследия федерального значения.
- № 8 — бывшая Сретенская церковь, 1767 год, закрыта в 1929 году, позднее клуб игрушечной мастерской, производственный цех Всероссийского общества слепых[3].
- № 10-12 — предприятие Всероссийского общества слепых. До 1930-х гг. располагалась Козьмодемьянская церковь, построенная в 1773 году. Верхний храм был освящён в честь местночтимой иконы Божией Матери «Умиление», нижний — в честь святых Космы и Дамиана. Закрыта в 1929 году, затем снесена[3].
- № 14 — жилой дом, 2-я половина XIX века, выявленный объект культурного наследия.
- № 16 — жилой дом, 2-я половина XIX века, объект культурного наследия регионального значения.